# Георги Гаврилски
Георги Нацев Гаврилски (на македонска литературна норма: Ѓорѓи Гаврилски) е общественик и лекар-епидемиолог от Социалистическа Република Македония, професор в Медицинския факултет в Скопие.
```
през 1949 г. 
```

## Биография
Роден е в Свети Никола на 11 април 1911 г. Завършва Медицински факултет на Белградския университет през 1937 г.
От 1937 до 1943 г. работи като общопрактикуващ лекар в Македония. През същото време е преследван за политическа дейност. Става член на АСНОМ.
През 1946 г. е назначен за помощник-министър на народното здраве на Македония, а на следващата година става член на комисията за създаване на медицински факултет в Скопие. Избран е за извънреден професор по медицина в Медицинския факултет през 1949 г.
Председател е на Македонското лекарско дружество от 1948 до 1950 г.